# Anabel Conde
 (janvier 2016).
Si vous disposez d'ouvrages ou d'articles de référence ou si vous connaissez des sites web de qualité traitant du thème abordé ici, merci de compléter l'article en donnant les références utiles à sa vérifiabilité et en les liant à la section « Notes et références ».
Ana Isabel Conde Sanchez, dite Anabel Conde, née le 16 juin 1975 à Fuengirola (Malaga), est une chanteuse espagnole.
Elle a représenté l'Espagne au Concours Eurovision de la chanson en 1995 avec la chanson Vuelve conmigo et s'est classée à la deuxième place derrière le groupe "Secret Garden" représentant la Norvège.
En 2005, elle a fait partie des choristes de la chanteuse Marian van de Wal qui a représenté Andorre au Concours Eurovision de la chanson, éliminée en demi-finale.
Début 2010, elle est candidate parmi des milliers de chanteurs pour représenter l'Espagne au Concours Eurovision de la chanson en mai 2010. Elle interprète la chanson "Sin Miedos". Elle fait partie des dix candidats qui accèdent à la sélection (vote des internautes). Le 22 février 2010, lors de la sélection espagnole retransmise à la télévision, elle ne se classe que 8e sur 10 (vote du jury et des telespectateurs), loin derrière le vainqueur Daniel Diges.